# Mistrzostwa Świata w Biegu na Orientację 1991
Mistrzostwa Świata w Biegu na Orientację 1991 – odbyły się w dniach 21–25 września 1991 roku w Mariańskich Łaźniach, Czechosłowacja (obecnie Czechy). Zawody odbyły się w trzech konkurencjach: dystans krótki, dystans klasyczny i sztafety.

## Wyniki
| Krótki dystans                                                       | Krótki dystans | Krótki dystans   | Krótki dystans |
| -------------------------------------------------------------------- | -------------- | ---------------- | -------------- |
| Parametry trasy: 5,8 km, 10 punktów kontrolnych, 200 m przewyższenia |                |                  |                |
| Miejsce                                                              | Kraj           | Imię i nazwisko  | Czas           |
| 1                                                                    | Czechosłowacja | Petr Kozak       | 29:20          |
| 2                                                                    | Szwecja        | Kent Olsson      | 29:57          |
| 3                                                                    | Szwecja        | Martin Johansson | 30:17          |

| Klasyczny dystans                                                      | Klasyczny dystans | Klasyczny dystans | Klasyczny dystans |
| ---------------------------------------------------------------------- | ----------------- | ----------------- | ----------------- |
| Parametry trasy: 17,47 km, 25 punktów kontrolnych, 645 m przewyższenia |                   |                   |                   |
| Miejsce                                                                | Kraj              | Imię i nazwisko   | Czas              |
| 1                                                                      | Szwecja           | Jorgen Mårtensson | 1:49:25           |
| 2                                                                      | Szwecja           | Kent Olsson       | 1:53:37           |
| 3                                                                      |                   | Sixten Sild       | 1:53:48           |

| Sztafety                                                                      | Sztafety   | Sztafety                                                    | Sztafety |
| ----------------------------------------------------------------------------- | ---------- | ----------------------------------------------------------- | -------- |
| Parametry tras: 11,3–11,5 km, 19 punktów kontrolnych, 430–450 m przewyższenia |            |                                                             |          |
| Miejsce                                                                       | Kraj       | Imię i nazwisko                                             | Czas     |
| 1                                                                             | Szwajcaria | Thomas Bührer Alain Berger Urs Flühmann Christian Aebersold | 4:42:37  |
| 2                                                                             | Norwegia   | Petter Thoresen Björnar Valstad Rolf Vestre Havard Tveite   | 4:42:59  |
| 3                                                                             | Finlandia  | Reijo Mattinen Ari Anjala Mika Kuisma Keijo Parkkinen       | 4:44:18  |

| Krótki dystans                                                       | Krótki dystans | Krótki dystans  | Krótki dystans |
| -------------------------------------------------------------------- | -------------- | --------------- | -------------- |
| Parametry trasy: 5,0 km, 10 punktów kontrolnych, 170 m przewyższenia |                |                 |                |
| Miejsce                                                              | Kraj           | Imię i nazwisko | Czas           |
| 1                                                                    | Czechosłowacja | Jana Cieslarová | 32:09          |
| 2                                                                    | Czechosłowacja | Ada Kucharová   | 32:29          |
| 3                                                                    | Szwecja        | Marita Skogum   | 32:41          |

| Klasyczny dystans                                                      | Klasyczny dystans | Klasyczny dystans   | Klasyczny dystans |
| ---------------------------------------------------------------------- | ----------------- | ------------------- | ----------------- |
| Parametry trasy: 10,52 km, 16 punktów kontrolnych, 420 m przewyższenia |                   |                     |                   |
| Miejsce                                                                | Kraj              | Imię i nazwisko     | Czas              |
| 1                                                                      | Węgry             | Oláh Katalin        | 1:19:52           |
| 2                                                                      | Szwecja           | Christina Blomqvist | 1:21:04           |
| 3                                                                      | Czechosłowacja    | Jana Galiková       | 1:21:18           |

| Sztafety                                                                | Sztafety       | Sztafety                                                               | Sztafety |
| ----------------------------------------------------------------------- | -------------- | ---------------------------------------------------------------------- | -------- |
| Parametry tras: 7,2–7,4 km, 14 punktów kontrolnych, 270 m przewyższenia |                |                                                                        |          |
| Miejsce                                                                 | Kraj           | Imię i nazwisko                                                        | Czas     |
| 1                                                                       | Szwecja        | Arja Hannus Christina Blomqvist Marlena Jansson Marita Skogum          | 3:38:27  |
| 2                                                                       | Norwegia       | Hanne Sandstad Heidi Arnesen Raghnild Bratberg Raghnild Bente Andersen | 3:40:20  |
| 3                                                                       | Czechosłowacja | Marcela Kubatková Jana Galiková Ada Kucharová Jana Cieslarová          | 3:43:29  |